# Xènia de Roma
Xènia de Roma   (Roma, segle V - Milas, 450 (Gregorià)) és un santa cristiana venerada per les esglésies ortodoxes. Va viure al segle v.

## Biografia
Xènia, nascuda originalment Eusèbia, era l'única filla d'un ric senador romà. Ella i dues devotes minyones seves van marxar per evitar un matrimoni concertat. Es va escapar a Milasa, a l'illa de Cos, on se li va donar el nom de "Xènia" (del grec ξένη, "desconeguda", "rodamón").
En arribar, Xènia va començar una església dedicada a Sant Esteve i un monestir femení. Poc després, el bisbe Pau de Milasa la va convertir en diaconessa.
El que s'ha escrit d'ella diu que "ajudava tothom: per als indigents, era una benefactora; per als afligits, un consol; per als pecadors, una guia per al penediment. Posseïa una profunda humilitat, i es considerava la pitjor i la més pecadora de tots".
Xènia duia una vida ascètica, on es privava de tot:
| «                                                                          | Fins i tot els dimonis temien la seva abstinència; conquerits pel seu dejuni i les seves gestes, fugien sense gosar d'acostar-s'hi. Ingeria menjar el segon o el tercer dia i moltes vegades i durant tota la setmana es quedava sense menjar. Quan li arribava el moment de menjar, no menjava verdures, mongetes, vi, oli, verdures ni cap altre aliment nutritiu, sinó només una mica de pa, regat amb les seves pròpies llàgrimes. Agafava les cendres de l'encenser i les escampava sobre el pa. Ho va fer al llarg de tots els anys de la seva vida ... | » |
| — Dimitri de Rostov, Житие преподобной матери нашей Ксении, в мире Евсевии | |   |

Xènia va morir a la segona meitat del segle v i va ser enterrada a l'entrada de la ciutat en un lloc que ella mateixa havia escollit. Una de les seves criades va descobrir el seu noble llinatge abans de morir. S'explica que "durant el seu funeral, va aparèixer sobre el monestir, al cel, una corona lluminosa d’estrelles que envoltaven una creu radiant". També es diu que va preveure la seva pròpia mort.

## Commemoració
La festa de Santa Xènia se celebra a l'Església Ortodoxa el 24 de gener (6 de febrer segons el calendari gregorià).